# Destiny’s Prelude
Destiny’s Prelude – trzydziesty piąty singel japońskiej piosenkarki Nany Mizuki, wydany 19 lipca 2017 roku. Ukazał się tego samego dnia co singel TESTAMENT.
Utwór tytułowy został użyty jako piosenka przewodnia filmu anime Magical Girl Lyrical Nanoha Reflection, „Invisible Heat” została wykorzystana jako „insert song”, a „Poison Lily” użyto w zakończeniach programu radiowego Mizuki Nana no M no Sekai (jap. 水樹奈々のMの世界). Singel osiągnął 3 pozycję w rankingu Oricon i pozostał na liście przez 7 tygodni, sprzedał się w nakładzie 41 519 egzemplarzy.

## Lista utworów
| Nr | Tytuł               | Słowa        | Kompozycja                       | Aranżacja                          | Czas |
| -- | ------------------- | ------------ | -------------------------------- | ---------------------------------- | ---- |
| 1. | "Destiny’s Prelude" | Nana Mizuki  | Yūsuke Katō                      | Yūsuke Katō                        |      |
| 2. | "Invisible Heat"    | Yūho Iwasato | Mayuko Maruyama                  | Takehito Shimizu                   |      |
| 3. | "Poison Lily"       | Shihori      | Naohiro Yokoyama (Kankaku Piero) | Ryūtarō Fujinaga (Elements Garden) |      |

## Notowania
| Lista                             | Najwyższa pozycja |
| --------------------------------- | ----------------- |
| Oricon Weekly Singles Chart       | 3                 |
| Billboard Japan Hot 100           | 3                 |
| Billboard Japan Hot Animation     | 2                 |
| Billboard Japan Hot Singles Sales | 3                 |